# Спрус (остров)
Спрус, или Ело́вый о́стров (англ. Spruce Island), или Новый Валаам — остров в составе Кадьякского архипелага в заливе Аляска, в штате Аляска, США.

## География
Расположен рядом с северо-восточной частью острова Кадьяк, самого большого острова архипелага, отделён от него проливом Narrow. Наименьшее расстояние между островами — 0,5 км. Длина острова Спрус около 10 км, ширина 7 км, площадь 46,066 км². Рельеф гористый, наивысшая точка — гора Германа в восточной части острова (названа в 1933 году в честь Германа Аляскинского), 379 метров.

## История
Название Еловый дано острову Ю. Ф. Лисянским в 1805 году.
В XIX веке на острове жил и был похоронен преподобный Герман Аляскинский, святой Православной церкви. В 1831 году по настоянию Германа Аляскинского остров был переименован правителем Русской Америки Ф. П. Врангелем в Новый Валаам.

## Население
Население составляет 242 человека (2000), большая часть которых проживает в Узинки — единственном населённом пункте острова, расположенном на юго-западном побережье.